# Science of Sintering (часопис)
Science of Sintering је међународни научни часопис у отвореном приступу који излази од 1974. године и бави се науком и технологијом синтеровања. 

## О часопису
Часопис је почео да излази 1974. године и представља наставак часописа Physics of Sintering : journal of the International Team for the Study of Sintering, који је од 1969. до 1973. издавао Институт за нуклеарне науке „Борис Кидрич“ у Винчи. 
У часопису се објављују оригинални научни радови, прегледни радови, писма уреднику и прикази књига. Сви прилози у часопису објављују се на енглеском језику.

### Историјат
Године 1969. у Београду је основан Међународни тим за проучавање синтеровања (International Team for Studying Sintering), који је покренуо часопис Physics of Sintering : journal of the International Team for the Study of Sintering. Ово тело је 1974. године прерасло у Међународни институт за науку о синтеровању (International Institute for the Science of Sintering), независну, добровољну међународну организацију која промовише достигнућа у области науке и технологије синтеровања и сродних поља истраживања у оквиру науке о материјалима, физике и хемије чврстог стања и физичке хемије, а часопис Physics of Sintering, прерастао је у Science of Sintering.

### Периодичност излажења
Излази четири пута годишње. Током седамдесетих и осамдесетих година XX века, осим редовних свезака, понекад су објављиване и специјалне.

### Издавач
Издавач часописа је Међународни институт за науку о синтеровању. 

### Уредници
Први главни и одговорни уредник часописа Science of Sintering био је академик Момчило М. Ристић. Данас су главни и одговорни уредници академик Момчило М. Ристић и проф. др Владимир Б. Павловић, а помоћни уредници др Нина Обрадовић и др Дарко Косановић. О садржају часописа се стара и редакција коју чине еминентни научници из целог света.

### Теме
Science of Sintering објављује научне радове који су настали као резултат теоријског и експериметалног проучавања понашања прахова и сличних материјала током процеса консолидације. Посебна пажња је посвећена оним аспектима науке о материјалима који су увези са термодинамиком, кинетиком, механизмима синтеровања и сличним процесима. С обзиром на то да су дисперзни материјали веома значајни за технологију синтеровања, у часопису се објављују и радови који се баве ултрадисперзним праховима, трибохемијском активацијом и катализом.

### Електронски облик часописа
Поред штампане верзије, часопис има и електронско издање, а свеске се пре штампања објављују на сајту часописа. На сајту су доступне све свеске почев од 2003. године. Све свеске часописа објављене од 2002. године до данас доступне су у електронском облику у оквиру сервиса DOISerbia.

### Индексирање у међународним базама података
Часопис Science of Sintering уврштен је у Journal Citation Reports/Science Edition by Thomson Reuters од 2005. године (од те године има фактор утицаја), а у цитатној бази података Web of Science реферише се од 2003. године. Реферише се и у цитатној бази података Scopus и библиографским базама података Cambridge Scientific Abstracts (CSA), Chemical Abstracts, INSPEC, као и часопису Реферативный журнал.